# Campionatul European de Handbal Feminin din 2002
A 5-a ediție a Campionatului European de Handbal Feminin s-a desfășurat în Danemarca, în perioada 6 - 15 decembrie 2002. Competiția a fost câștigată de Danemarca, echipă care a învins în finală Norvegia, cu scorul de 25–22.

## Săli
Campionatul European a fost găzduit de următoarele orașe:
- Helsinge (Grupa preliminară A)
- Aarhus (Grupa preliminară B, Grupa preliminară D, Grupa principală 1, Fazele superioare)
- Farum (Grupa preliminară C, Grupa principală 2)

| Aarhus                  | Farum                   | Helsinge           |
| ----------------------- | ----------------------- | ------------------ |
| Århus Arena             | Farum Arena             | Helsinge-Hallen    |
|                         |                         |                    |
| Capacitate: 4 740       | Capacitate: 3 000       | Capacitate: 1 600  |
| Dată în folosință: 2001 | Dată în folosință: 2000 | Dată în folosință: |

## Distribuție
Următoarele națiuni au fost calificate în competiție:
| Grupa A                           | Grupa B                         | Grupa C                        | Grupa D                        |
| --------------------------------- | ------------------------------- | ------------------------------ | ------------------------------ |
| Austria România Suedia Iugoslavia | Danemarca Franța Olanda Ucraina | Germania Norvegia Rusia Spania | Belarus Cehia Ungaria Slovenia |

## Formatul competiției
- Grupele preliminare: cele 16 selecționate naționale au fost împărțite în patru grupe, câte patru echipe în fiecare grupă. Cele patru echipe din fiecare grupă au jucat după sistemul fiecare cu fiecare, deci fiecare echipă a a jucat trei meciuri. Pentru victorie s-au acordat două puncte, iar pentru egal un punct. Primele trei echipe din fiecare grupă au avansat în grupele principale.
- Grupele principale: cele 12 selecționate naționale care au avansat din grupele preliminare au fost împărțite în două grupe, câte șase echipe în fiecare grupă. Ele au jucat cu echipele împotriva cărora nu jucaseră în grupele preliminare, deci fiecare echipă a a jucat trei meciuri. Echipele au beneficiat în grupele principale de toate punctele obținute în grupele preliminare, exceptându-le pe cele câștigate împotriva echipelor clasate pe locul al patrulea. S-a jucat în sistem fiecare cu fiecare, precum în grupele preliminare. Primele două echipe din grupele principale au avansat în semifinale. Echipele clasate pe locurile trei din fiecare grupă au jucat un meci decisiv pentru locurile 5-6, iar echipele clasate pe locurile patru au jucat pentru locurile 7-8.
- Fazele superioare: cele 8 echipe calificare în aceste faze au evoluat în ultimele două zile ale Campionatului European. Locurile trei din fiecare grupă principală au jucat un meci decisiv pentru locurile 5-6, iar locurile patru au jucat pentru locurile 7-8. Celelalte patru echipe au evoluat în semifinale. Învinsele din semifinale s-au înfruntat în meciul pentru locurile 3-4, iar învingătoarele au avansat în finală.

## Grupele preliminare
|  | Echipele calificate în grupele principale |

### Grupa A
Meciurile acestei grupe s-au desfășurat la Helsinge
| Echipa     | M | V | E | Î | GM | GP | G   | Pct |
| ---------- | - | - | - | - | -- | -- | --- | --- |
| Iugoslavia | 3 | 3 | 0 | 0 | 93 | 76 | +17 | 6   |
| România    | 3 | 2 | 0 | 1 | 82 | 78 | +4  | 4   |
| Austria    | 3 | 1 | 0 | 2 | 77 | 83 | −6  | 2   |
| Suedia     | 3 | 0 | 0 | 3 | 79 | 94 | −15 | 0   |

| 6 decembrie 2002 18:30 | România         | 27 – 21 | Austria      | Helsinge-Hallen, Helsinge Asistență: 1.000 Arbitri: Liachovičius, Paškevičius |
| 6 decembrie 2002 18:30 | Amariei, Luca 5 | (12-11) | Fridrikas 10 | Helsinge-Hallen, Helsinge Asistență: 1.000 Arbitri: Liachovičius, Paškevičius |
| 6 decembrie 2002 18:30 | Cronica         |         |              | Helsinge-Hallen, Helsinge Asistență: 1.000 Arbitri: Liachovičius, Paškevičius |

| 6 decembrie 2002 20:30 | Iugoslavia | 31 – 28 | Suedia | Helsinge-Hallen, Helsinge Asistență: 1.200 Arbitri: Bașev, Dobrev |
| 6 decembrie 2002 20:30 | (15-16)    |         |        | Helsinge-Hallen, Helsinge Asistență: 1.200 Arbitri: Bașev, Dobrev |
| 6 decembrie 2002 20:30 | Cronica    |         |        | Helsinge-Hallen, Helsinge Asistență: 1.200 Arbitri: Bașev, Dobrev |

| 7 decembrie 2002 16:30 | Suedia  | 25 – 30 | România   | Helsinge-Hallen, Helsinge Asistență: 900 Arbitri: Fernández Piñeiro, Permuy Villanueva |
| 7 decembrie 2002 16:30 |         | (12-14) | Amariei 9 | Helsinge-Hallen, Helsinge Asistență: 900 Arbitri: Fernández Piñeiro, Permuy Villanueva |
| 7 decembrie 2002 16:30 | Cronica |         |           | Helsinge-Hallen, Helsinge Asistență: 900 Arbitri: Fernández Piñeiro, Permuy Villanueva |

| 7 decembrie 2002 18:30 | Austria | 23 – 30 | Iugoslavia | Helsinge-Hallen, Helsinge Asistență: 942 Arbitri: Migas, Bavas |
| 7 decembrie 2002 18:30 | (9-15)  |         |            | Helsinge-Hallen, Helsinge Asistență: 942 Arbitri: Migas, Bavas |
| 7 decembrie 2002 18:30 | Cronica |         |            | Helsinge-Hallen, Helsinge Asistență: 942 Arbitri: Migas, Bavas |

| 8 decembrie 2002 16:30 | România            | 25 – 32 | Iugoslavia | Helsinge-Hallen, Helsinge Asistență: 930 Arbitri: Beňo, Rančík |
| 8 decembrie 2002 16:30 | Amariei, Vărzaru 5 | (13-16) | Medved 9   | Helsinge-Hallen, Helsinge Asistență: 930 Arbitri: Beňo, Rančík |
| 8 decembrie 2002 16:30 | Cronica            |         |            | Helsinge-Hallen, Helsinge Asistență: 930 Arbitri: Beňo, Rančík |

| 8 decembrie 2002 18:30 | Austria | 33 – 26 | Suedia | Helsinge-Hallen, Helsinge Asistență: 650 Arbitri: Kékes, Kékes |
| 8 decembrie 2002 18:30 | (20-10) |         |        | Helsinge-Hallen, Helsinge Asistență: 650 Arbitri: Kékes, Kékes |
| 8 decembrie 2002 18:30 | Cronica |         |        | Helsinge-Hallen, Helsinge Asistență: 650 Arbitri: Kékes, Kékes |

### Grupa B
Meciurile acestei grupe s-au desfășurat la Aarhus
| Echipa        | M | V | E | Î | GM | GP | G   | Pct |
| ------------- | - | - | - | - | -- | -- | --- | --- |
| Danemarca     | 3 | 3 | 0 | 0 | 74 | 63 | +11 | 6   |
| Franța        | 3 | 2 | 0 | 1 | 66 | 65 | +1  | 4   |
| Ucraina       | 3 | 1 | 0 | 2 | 72 | 77 | −5  | 2   |
| Țările de Jos | 3 | 0 | 0 | 3 | 73 | 80 | −7  | 0   |

| 6 decembrie 2002 18:30 | Franța  | 25 – 24 | Țările de Jos | Århus Arena, Århus Asistență: 3.000 Arbitri: Migas, Bavas |
| 6 decembrie 2002 18:30 | (11-12) |         |               | Århus Arena, Århus Asistență: 3.000 Arbitri: Migas, Bavas |
| 6 decembrie 2002 18:30 | Cronica |         |               | Århus Arena, Århus Asistență: 3.000 Arbitri: Migas, Bavas |

| 6 decembrie 2002 20:45 | Ucraina | 23 – 27 | Danemarca  | Århus Arena, Århus Asistență: 4.200 Arbitri: Fernández Piñeiro, Permuy Villanueva |
| 6 decembrie 2002 20:45 |         | (12-14) | Andersen 8 | Århus Arena, Århus Asistență: 4.200 Arbitri: Fernández Piñeiro, Permuy Villanueva |
| 6 decembrie 2002 20:45 | Cronica |         |            | Århus Arena, Århus Asistență: 4.200 Arbitri: Fernández Piñeiro, Permuy Villanueva |

| 7 decembrie 2002 18:30 | Danemarca     | 20 – 17 | Franța | Århus Arena, Århus Asistență: 4.000 Arbitri: Kékes, Kékes |
| 7 decembrie 2002 18:30 | Vestergaard 4 | (11-7)  |        | Århus Arena, Århus Asistență: 4.000 Arbitri: Kékes, Kékes |
| 7 decembrie 2002 18:30 | Cronica       |         |        | Århus Arena, Århus Asistență: 4.000 Arbitri: Kékes, Kékes |

| 7 decembrie 2002 20:30 | Țările de Jos | 26 – 28 | Ucraina | Århus Arena, Århus Asistență: 2.500 Arbitri: Beňo, Rančík |
| 7 decembrie 2002 20:30 | (14-17)       |         |         | Århus Arena, Århus Asistență: 2.500 Arbitri: Beňo, Rančík |
| 7 decembrie 2002 20:30 | Cronica       |         |         | Århus Arena, Århus Asistență: 2.500 Arbitri: Beňo, Rančík |

| 8 decembrie 2002 18:30 | Ucraina | 21 – 24 | Franța | Århus Arena, Århus Asistență: 3.000 Arbitri: Bașev, Dobrev |
| 8 decembrie 2002 18:30 | (10-11) |         |        | Århus Arena, Århus Asistență: 3.000 Arbitri: Bașev, Dobrev |
| 8 decembrie 2002 18:30 | Cronica |         |        | Århus Arena, Århus Asistență: 3.000 Arbitri: Bașev, Dobrev |

| 8 decembrie 2002 20:45 | Danemarca  | 27 – 23 | Țările de Jos | Århus Arena, Århus Asistență: 4.100 Arbitri: Liachovičius, Paškevičius |
| 8 decembrie 2002 20:45 | Daugaard 5 | (15-10) |               | Århus Arena, Århus Asistență: 4.100 Arbitri: Liachovičius, Paškevičius |
| 8 decembrie 2002 20:45 | Cronica    |         |               | Århus Arena, Århus Asistență: 4.100 Arbitri: Liachovičius, Paškevičius |

### Grupa C
Meciurile acestei grupe s-au desfășurat la Farum
| Echipa   | M | V | E | Î | GM | GP | G   | Pct |
| -------- | - | - | - | - | -- | -- | --- | --- |
| Norvegia | 3 | 2 | 1 | 0 | 75 | 61 | +14 | 5   |
| Rusia    | 3 | 1 | 1 | 1 | 67 | 70 | −3  | 3   |
| Germania | 3 | 1 | 0 | 2 | 71 | 78 | −7  | 2   |
| Spania   | 5 | 0 | 2 | 3 | 76 | 80 | −4  | 2   |

| 6 decembrie 2002 18:15 | Rusia   | 25 – 22 | Germania | Farum Arena, Farum Asistență: 1.000 Arbitri: La Cour Laursen, Nielsen |
| 6 decembrie 2002 18:15 | (12-10) |         |          | Farum Arena, Farum Asistență: 1.000 Arbitri: La Cour Laursen, Nielsen |
| 6 decembrie 2002 18:15 | Cronica |         |          | Farum Arena, Farum Asistență: 1.000 Arbitri: La Cour Laursen, Nielsen |

| 6 decembrie 2002 20:15 | Norvegia | 25 – 25 | Spania | Farum Arena, Farum Asistență: 1.200 Arbitri: Marić, Gardinovački |
| 6 decembrie 2002 20:15 | (12-15)  |         |        | Farum Arena, Farum Asistență: 1.200 Arbitri: Marić, Gardinovački |
| 6 decembrie 2002 20:15 | Cronica  |         |        | Farum Arena, Farum Asistență: 1.200 Arbitri: Marić, Gardinovački |

| 7 decembrie 2002 16:30 | Germania | 18 – 26 | Norvegia | Farum Arena, Farum Asistență: 2.000 Arbitri: Șal, Konopliastîi |
| 7 decembrie 2002 16:30 | (9-15)   |         |          | Farum Arena, Farum Asistență: 2.000 Arbitri: Șal, Konopliastîi |
| 7 decembrie 2002 16:30 | Cronica  |         |          | Farum Arena, Farum Asistență: 2.000 Arbitri: Șal, Konopliastîi |

| 7 decembrie 2002 18:30 | Spania  | 24 – 24 | Rusia | Farum Arena, Farum Asistență: 941 Arbitri: Borotti, Marcet |
| 7 decembrie 2002 18:30 | (9-15)  |         |       | Farum Arena, Farum Asistență: 941 Arbitri: Borotti, Marcet |
| 7 decembrie 2002 18:30 | Cronica |         |       | Farum Arena, Farum Asistență: 941 Arbitri: Borotti, Marcet |

| 8 decembrie 2002 18:30 | Germania | 31 – 27 | Spania | Farum Arena, Farum Asistență: 1.500 Arbitri: Vitzthum, Choquard |
| 8 decembrie 2002 18:30 | (15-14)  |         |        | Farum Arena, Farum Asistență: 1.500 Arbitri: Vitzthum, Choquard |
| 8 decembrie 2002 18:30 | Cronica  |         |        | Farum Arena, Farum Asistență: 1.500 Arbitri: Vitzthum, Choquard |

| 8 decembrie 2002 20:30 | Rusia   | 18 – 24 | Norvegia | Farum Arena, Farum Asistență: 1.700 Arbitri: Reisinger, Kaschütz |
| 8 decembrie 2002 20:30 | (11-13) |         |          | Farum Arena, Farum Asistență: 1.700 Arbitri: Reisinger, Kaschütz |
| 8 decembrie 2002 20:30 | Cronica |         |          | Farum Arena, Farum Asistență: 1.700 Arbitri: Reisinger, Kaschütz |

### Grupa D
Meciurile acestei grupe s-au desfășurat la Aarhus
| Echipa   | M | V | E | Î | GM | GP | G   | Pct |
| -------- | - | - | - | - | -- | -- | --- | --- |
| Ungaria  | 3 | 3 | 0 | 0 | 98 | 77 | +21 | 6   |
| Cehia    | 3 | 2 | 0 | 1 | 76 | 72 | +4  | 4   |
| Slovenia | 3 | 1 | 0 | 2 | 75 | 79 | −4  | 2   |
| Belarus  | 3 | 0 | 0 | 3 | 65 | 86 | −21 | 0   |

| 6 decembrie 2002 14:30 | Cehia   | 25 – 20 | Slovenia | Århus Arena, Århus Asistență: 700 Arbitri: Reisinger, Kaschütz |
| 6 decembrie 2002 14:30 | (10-14) |         |          | Århus Arena, Århus Asistență: 700 Arbitri: Reisinger, Kaschütz |
| 6 decembrie 2002 14:30 | Cronica |         |          | Århus Arena, Århus Asistență: 700 Arbitri: Reisinger, Kaschütz |

| 6 decembrie 2002 16:30 | Ungaria | 34 – 23 | Belarus | Århus Arena, Århus Asistență: 700 Arbitri: Vitzthum, Choquard |
| 6 decembrie 2002 16:30 | (16-12) |         |         | Århus Arena, Århus Asistență: 700 Arbitri: Vitzthum, Choquard |
| 6 decembrie 2002 16:30 | Cronica |         |         | Århus Arena, Århus Asistență: 700 Arbitri: Vitzthum, Choquard |

| 7 decembrie 2002 14:30 | Belarus | 19 – 25 | Cehia | Århus Arena, Århus Asistență: 350 Arbitri: La Cour Laursen, Nielsen |
| 7 decembrie 2002 14:30 | (8-10)  |         |       | Århus Arena, Århus Asistență: 350 Arbitri: La Cour Laursen, Nielsen |
| 7 decembrie 2002 14:30 | Cronica |         |       | Århus Arena, Århus Asistență: 350 Arbitri: La Cour Laursen, Nielsen |

| 7 decembrie 2002 16:30 | Slovenia | 28 – 31 | Ungaria   | Århus Arena, Århus Asistență: 600 Arbitri: Marić, Gardinovački |
| 7 decembrie 2002 16:30 | Ilić 7   | (14-16) | Farkas 12 | Århus Arena, Århus Asistență: 600 Arbitri: Marić, Gardinovački |
| 7 decembrie 2002 16:30 | 5×       | Cronica | 5×        | Århus Arena, Århus Asistență: 600 Arbitri: Marić, Gardinovački |

| 8 decembrie 2002 14:30 | Belarus | 23 – 27 | Slovenia | Århus Arena, Århus Asistență: 1.000 Arbitri: Borrotti, Marcet |
| 8 decembrie 2002 14:30 | (15-16) |         |          | Århus Arena, Århus Asistență: 1.000 Arbitri: Borrotti, Marcet |
| 8 decembrie 2002 14:30 | Cronica |         |          | Århus Arena, Århus Asistență: 1.000 Arbitri: Borrotti, Marcet |

| 8 decembrie 2002 16:30 | Ungaria   | 33 – 26 | Cehia       | Århus Arena, Århus Asistență: 1.500 Arbitri: Șal, Konopliastîi |
| 8 decembrie 2002 16:30 | Farkas 10 | (17-13) | Čumplová 11 | Århus Arena, Århus Asistență: 1.500 Arbitri: Șal, Konopliastîi |
| 8 decembrie 2002 16:30 | 3×        | Cronica | 3×          | Århus Arena, Århus Asistență: 1.500 Arbitri: Șal, Konopliastîi |

## Grupele principale

### Grupa I
|  | Echipele calificate în semifinale |

Meciurile acestei grupe s-au desfășurat la Aarhus
| Echipa     | M | V | E | Î | GM  | GP  | G   | Pct |
| ---------- | - | - | - | - | --- | --- | --- | --- |
| Danemarca  | 5 | 5 | 0 | 0 | 126 | 108 | +18 | 10  |
| Franța     | 5 | 3 | 0 | 2 | 121 | 124 | −3  | 6   |
| Iugoslavia | 5 | 3 | 0 | 2 | 153 | 129 | +24 | 6   |
| România    | 5 | 2 | 0 | 3 | 120 | 124 | −4  | 4   |
| Austria    | 5 | 2 | 0 | 3 | 126 | 124 | +2  | 4   |
| Ucraina    | 5 | 0 | 0 | 5 | 104 | 141 | −37 | 0   |

| 10 decembrie 2002 16:30 | Austria | 32 – 19 | Ucraina | Århus Arena, Århus Asistență: 800 Arbitri: Fernández Piñeiro, Permuy Villanueva |
| 10 decembrie 2002 16:30 | (15-12) |         |         | Århus Arena, Århus Asistență: 800 Arbitri: Fernández Piñeiro, Permuy Villanueva |
| 10 decembrie 2002 16:30 | Cronica |         |         | Århus Arena, Århus Asistență: 800 Arbitri: Fernández Piñeiro, Permuy Villanueva |

| 10 decembrie 2002 18:30 | Iugoslavia | 27 – 29 | Franța | Århus Arena, Århus Asistență: 1.700 Arbitri: Liachovičius, Paškevičius |
| 10 decembrie 2002 18:30 | (12-14)    |         |        | Århus Arena, Århus Asistență: 1.700 Arbitri: Liachovičius, Paškevičius |
| 10 decembrie 2002 18:30 | Cronica    |         |        | Århus Arena, Århus Asistență: 1.700 Arbitri: Liachovičius, Paškevičius |

| 10 decembrie 2002 20:30 | Danemarca   | 25 – 23 | România   | Århus Arena, Århus Asistență: 4.200 Arbitri: Beňo, Rančík |
| 10 decembrie 2002 20:30 | Andersen 10 | (14-9)  | Amariei 7 | Århus Arena, Århus Asistență: 4.200 Arbitri: Beňo, Rančík |
| 10 decembrie 2002 20:30 |             | Cronica | 1×        | Århus Arena, Århus Asistență: 4.200 Arbitri: Beňo, Rančík |

| 11 decembrie 2002 16:30 | Iugoslavia | 39 – 24 | Ucraina | Århus Arena, Århus Asistență: 800 Arbitri: Kékes, Kékes |
| 11 decembrie 2002 16:30 | (19-8)     |         |         | Århus Arena, Århus Asistență: 800 Arbitri: Kékes, Kékes |
| 11 decembrie 2002 16:30 | Cronica    |         |         | Århus Arena, Århus Asistență: 800 Arbitri: Kékes, Kékes |

| 11 decembrie 2002 18:30 | România          | 26 – 29 | Franța  | Århus Arena, Århus Asistență: 3.100 Arbitri: Migas, Bavas |
| 11 decembrie 2002 18:30 | Brădeanu, Luca 5 | (12-15) | Szabó 9 | Århus Arena, Århus Asistență: 3.100 Arbitri: Migas, Bavas |
| 11 decembrie 2002 18:30 | 2×               | Cronica | 3×      | Århus Arena, Århus Asistență: 3.100 Arbitri: Migas, Bavas |

| 11 decembrie 2002 20:30 | Danemarca     | 26 – 20 | Austria | Århus Arena, Århus Asistență: 4.200 Arbitri: Bașev, Dobrev |
| 11 decembrie 2002 20:30 | Vestergaard 6 | (13-13) |         | Århus Arena, Århus Asistență: 4.200 Arbitri: Bașev, Dobrev |
| 11 decembrie 2002 20:30 | Cronica       |         |         | Århus Arena, Århus Asistență: 4.200 Arbitri: Bașev, Dobrev |

| 12 decembrie 2002 16:30 | Ucraina | 17 – 19 | România             | Århus Arena, Århus Asistență: 800 Arbitri: Liachovičius, Paškevičius |
| 12 decembrie 2002 16:30 |         | (10-10) | Amariei, Brădeanu 4 | Århus Arena, Århus Asistență: 800 Arbitri: Liachovičius, Paškevičius |
| 12 decembrie 2002 16:30 | 1×      | Cronica | 2×                  | Århus Arena, Århus Asistență: 800 Arbitri: Liachovičius, Paškevičius |

| 12 decembrie 2002 18:30 | Franța  | 22 – 30 | Austria | Århus Arena, Århus Asistență: 3.100 Arbitri: Beňo, Rančík |
| 12 decembrie 2002 18:30 | (12-17) |         |         | Århus Arena, Århus Asistență: 3.100 Arbitri: Beňo, Rančík |
| 12 decembrie 2002 18:30 | Cronica |         |         | Århus Arena, Århus Asistență: 3.100 Arbitri: Beňo, Rančík |

| 12 decembrie 2002 20:30 | Iugoslavia | 25 – 28 | Danemarca  | Århus Arena, Århus Asistență: 4.200 Arbitri: Migas, Bavas |
| 12 decembrie 2002 20:30 |            | (11-14) | Andersen 6 | Århus Arena, Århus Asistență: 4.200 Arbitri: Migas, Bavas |
| 12 decembrie 2002 20:30 | Cronica    |         |            | Århus Arena, Århus Asistență: 4.200 Arbitri: Migas, Bavas |

### Grupa a II-a
Meciurile acestei grupe s-au desfășurat la Farum
| Echipa   | M | V | E | Î | GM  | GP  | G   | Pct |
| -------- | - | - | - | - | --- | --- | --- | --- |
| Norvegia | 5 | 5 | 0 | 0 | 135 | 103 | +32 | 10  |
| Rusia    | 5 | 4 | 0 | 1 | 138 | 116 | +22 | 8   |
| Ungaria  | 5 | 3 | 0 | 2 | 146 | 142 | +4  | 6   |
| Cehia    | 5 | 2 | 0 | 3 | 120 | 129 | −9  | 4   |
| Slovenia | 5 | 1 | 0 | 4 | 124 | 143 | −19 | 2   |
| Germania | 5 | 0 | 0 | 5 | 111 | 141 | −30 | 0   |

| 10 decembrie 2002 16:30 | Germania | 26 – 30 | Slovenia | Farum Arena, Farum Asistență: 500 Arbitri: Șal, Konopliastîi |
| 10 decembrie 2002 16:30 | (15-14)  |         |          | Farum Arena, Farum Asistență: 500 Arbitri: Șal, Konopliastîi |
| 10 decembrie 2002 16:30 | Cronica  |         |          | Farum Arena, Farum Asistență: 500 Arbitri: Șal, Konopliastîi |

| 10 decembrie 2002 18:30 | Norvegia | 27 – 20 | Cehia | Farum Arena, Farum Asistență: 500 Arbitri: Reisinger, Kaschütz |
| 10 decembrie 2002 18:30 | (16-9)   |         |       | Farum Arena, Farum Asistență: 500 Arbitri: Reisinger, Kaschütz |
| 10 decembrie 2002 18:30 | Cronica  |         |       | Farum Arena, Farum Asistență: 500 Arbitri: Reisinger, Kaschütz |

| 10 decembrie 2002 20:30 | Ungaria   | 29 – 39 | Rusia        | Farum Arena, Farum Asistență: 500 Arbitri: La Cour Laursen, Nielsen |
| 10 decembrie 2002 20:30 | Farkas 10 | (17-21) | Naukovici 15 | Farum Arena, Farum Asistență: 500 Arbitri: La Cour Laursen, Nielsen |
| 10 decembrie 2002 20:30 | 5×        | Cronica | 6×           | Farum Arena, Farum Asistență: 500 Arbitri: La Cour Laursen, Nielsen |

| 11 decembrie 2002 16:30 | Ungaria  | 30 – 25 | Germania            | Farum Arena, Farum Asistență: 400 Arbitri: Reisinger, Kaschütz |
| 11 decembrie 2002 16:30 | Szrnka 6 | (15-13) | Melbeck, Pietzsch 5 | Farum Arena, Farum Asistență: 400 Arbitri: Reisinger, Kaschütz |
| 11 decembrie 2002 16:30 | 4×       | Cronica | 3×                  | Farum Arena, Farum Asistență: 400 Arbitri: Reisinger, Kaschütz |

| 11 decembrie 2002 18:30 | Norvegia | 34 – 24 | Slovenia | Farum Arena, Farum Asistență: 600 Arbitri: Borrotti, Marcet |
| 11 decembrie 2002 18:30 | (13-9)   |         |          | Farum Arena, Farum Asistență: 600 Arbitri: Borrotti, Marcet |
| 11 decembrie 2002 18:30 | Cronica  |         |          | Farum Arena, Farum Asistență: 600 Arbitri: Borrotti, Marcet |

| 11 decembrie 2002 20:30 | Rusia   | 29 – 19 | Cehia | Farum Arena, Farum Asistență: 300 Arbitri: Marić, Gardinovački |
| 11 decembrie 2002 20:30 | (12-10) |         |       | Farum Arena, Farum Asistență: 300 Arbitri: Marić, Gardinovački |
| 11 decembrie 2002 20:30 | Cronica |         |       | Farum Arena, Farum Asistență: 300 Arbitri: Marić, Gardinovački |

| 12 decembrie 2002 16:30 | Cehia   | 30 – 20 | Germania | Farum Arena, Farum Asistență: 200 Arbitri: La Cour Laursen, Nielsen |
| 12 decembrie 2002 16:30 | (14-7)  |         |          | Farum Arena, Farum Asistență: 200 Arbitri: La Cour Laursen, Nielsen |
| 12 decembrie 2002 16:30 | Cronica |         |          | Farum Arena, Farum Asistență: 200 Arbitri: La Cour Laursen, Nielsen |

| 12 decembrie 2002 18:30 | Slovenia | 22 – 27 | Rusia | Farum Arena, Farum Asistență: 650 Arbitri: Vitzthum, Choquard |
| 12 decembrie 2002 18:30 | (11-13)  |         |       | Farum Arena, Farum Asistență: 650 Arbitri: Vitzthum, Choquard |
| 12 decembrie 2002 18:30 | Cronica  |         |       | Farum Arena, Farum Asistență: 650 Arbitri: Vitzthum, Choquard |

| 12 decembrie 2002 20:30 | Norvegia            | 24 – 23 | Ungaria   | Farum Arena, Farum Asistență: 1.500 Arbitri: Șal, Konopliastîi |
| 12 decembrie 2002 20:30 | Nyberg, Rosenberg 5 | (13-11) | Kulcsár 6 | Farum Arena, Farum Asistență: 1.500 Arbitri: Șal, Konopliastîi |
| 12 decembrie 2002 20:30 | 1×                  | Cronica | 3×        | Farum Arena, Farum Asistență: 1.500 Arbitri: Șal, Konopliastîi |

## Fazele superioare
Meciurile acestor faze s-au desfășurat la Aarhus

### Locurile 1-4
|  | Semifinalele      | Semifinalele      |    |                   | Finala            | Finala |  |
|  |                   |                   |    |                   |                   |        |  |
|  | 14 decembrie 2002 |                   |    |                   |                   |        |  |
|  | Danemarca         | 22                |    |                   |                   |        |  |
|  | Rusia             | 18                |    |                   |                   |        |  |
|  |                   |                   |    |                   |                   |        |  |
|  |                   |                   |    |                   | 15 decembrie 2002 |        |  |
|  |                   |                   |    |                   | Danemarca         | 25     |  |
|  |                   | Norvegia          | 22 |                   |                   |        |  |
|  |                   |                   |    |                   |                   |        |  |
|  |                   |                   |    |                   |                   |        |  |
|  |                   |                   |    |                   | Locurile 3-4      |        |  |
|  | 14 decembrie 2002 | 14 decembrie 2002 |    | 15 decembrie 2002 | 15 decembrie 2002 |        |  |
|  | Norvegia          | 21                |    | Franța            | 27                |        |  |
|  | Franța            | 16                |    |                   | Rusia             | 22     |  |

### Semifinalele
| 14 decembrie 2002 14:30 | Franța  | 16 – 21 | Norvegia | Århus Arena, Århus Asistență: 4.000 Arbitri: Migas, Bavas |
| 14 decembrie 2002 14:30 | (8-9)   |         |          | Århus Arena, Århus Asistență: 4.000 Arbitri: Migas, Bavas |
| 14 decembrie 2002 14:30 | Cronica |         |          | Århus Arena, Århus Asistență: 4.000 Arbitri: Migas, Bavas |

| 14 decembrie 2002 17:00 | Danemarca  | 22 – 18 | Rusia | Århus Arena, Århus Asistență: 4.200 Arbitri: Kékes, Kékes |
| 14 decembrie 2002 17:00 | Andersen 7 | (8-11)  |       | Århus Arena, Århus Asistență: 4.200 Arbitri: Kékes, Kékes |
| 14 decembrie 2002 17:00 | Cronica    |         |       | Århus Arena, Århus Asistență: 4.200 Arbitri: Kékes, Kékes |

### Meciul pentru locurile 3-4
| 15 decembrie 2002 14:30 | Rusia              | 22 – 27 | Franța | Århus Arena, Århus Asistență: 2.000 Arbitri: Marić, Gardinovački |
| 15 decembrie 2002 14:30 | Muravieva, Turei 5 | (11-14) | Cano 8 | Århus Arena, Århus Asistență: 2.000 Arbitri: Marić, Gardinovački |
| 15 decembrie 2002 14:30 | 3×                 | Cronica | 6×     | Århus Arena, Århus Asistență: 2.000 Arbitri: Marić, Gardinovački |

### Finala
| 15 decembrie 2002 17:00 | Danemarca  | 25 – 22 | Norvegia     | Århus Arena, Århus Asistență: 4.200 Arbitri: Beňo, Rančík |
| 15 decembrie 2002 17:00 | Daugaard 7 | (13-11) | Hammerseng 7 | Århus Arena, Århus Asistență: 4.200 Arbitri: Beňo, Rančík |
| 15 decembrie 2002 17:00 | 2×         | Cronica | 3×           | Århus Arena, Århus Asistență: 4.200 Arbitri: Beňo, Rančík |

### Meciul pentru locurile 7-8
| 14 decembrie 2002 12:00 | România | 19 – 17 | Cehia | Århus Arena, Århus Asistență: 854 Arbitri: Fernández Piñeiro, Permuy Villanueva |
| 14 decembrie 2002 12:00 | (13-8)  |         |       | Århus Arena, Århus Asistență: 854 Arbitri: Fernández Piñeiro, Permuy Villanueva |
| 14 decembrie 2002 12:00 | Cronica |         |       | Århus Arena, Århus Asistență: 854 Arbitri: Fernández Piñeiro, Permuy Villanueva |

### Meciul pentru locurile 5-6
| 15 decembrie 2002 12:00 | Iugoslavia  | 39 – 43 | Ungaria   | Århus Arena, Århus Asistență: 1.500 Arbitri: La Cour Laursen, Nielsen |
| 15 decembrie 2002 12:00 | Knežević 10 | (20-24) | Farkas 14 | Århus Arena, Århus Asistență: 1.500 Arbitri: La Cour Laursen, Nielsen |
| 15 decembrie 2002 12:00 | 5×          | Cronica | 8×        | Århus Arena, Århus Asistență: 1.500 Arbitri: La Cour Laursen, Nielsen |

## Clasament și statistici
|    | Danemarca     |
|    | Norvegia      |
|    | Franța        |
| 4  | Rusia         |
| 5  | Ungaria       |
| 6  | Iugoslavia    |
| 7  | România       |
| 8  | Cehia         |
| 9  | Austria       |
| 10 | Slovenia      |
| 11 | Germania      |
| 12 | Ucraina       |
| 13 | Spania        |
| 14 | Țările de Jos |
| 15 | Suedia        |
| 16 | Belarus       |

| Campionatul European de Handbal Feminin din 2002 Danemarca Al treilea titlu Echipa Lene Rantala, Ditte Andersen, Mette Vestergaard Larsen, Camilla Thomsen, Christina Roslyng Hansen, Heidi Johansen, Rikke Hørlykke Bruun Jørgensen, Winnie Mølgaard, Karin Mortensen, Trine Jensen, Katrine Fruelund, Louise Bager Nørgaard, Kristine Andersen, Karen Brødsgaard, Line Daugaard, Josephine Touray. Antrenor principal: Jan Pytlick. |

### Top marcatoare
| Poz. | Nume               | Echipă     | Goluri |
| ---- | ------------------ | ---------- | ------ |
| 1    | Ágnes Farkas       | Ungaria    | 58     |
| 2    | Ausra Fridrikas    | Austria    | 54     |
| 3    | Irina Poltorațkaia | Rusia      | 53     |
| 4    | Petra Čumplová     | Cehia      | 52     |
| 5    | Melinda Szabó      | Franța     | 44     |
| 6    | Kristine Andersen  | Danemarca  | 42     |
| 7    | Bojana Petrović    | Iugoslavia | 38     |
| 7    | Marina Naukovici   | Rusia      | 38     |
| 9    | Caroline Rosenberg | Norvegia   | 36     |
| 9    | Silvana Ilić       | Slovenia   | 36     |
| 9    | Carmen Amariei     | România    | 36     |